# Gorzewo (powiat obornicki)
Gorzewo – wieś w Polsce położona w województwie wielkopolskim, w powiecie obornickim, w gminie Ryczywół.
W latach 1975–1998 miejscowość należała administracyjnie do województwa pilskiego.
W północnej części wsi znajduje się tu kulminacja Wału Ryczywolskiego.
Zobacz też: Gorzewo, Gorzewo-Kolonia